# Lisewo (gromada w powiecie malborskim)
Lisewo – dawna gromada, czyli najmniejsza jednostka podziału terytorialnego Polskiej Rzeczypospolitej Ludowej w latach 1954–1972.
Gromady, z gromadzkimi radami narodowymi (GRN) jako organami władzy najniższego stopnia na wsi, funkcjonowały od reformy reorganizującej administrację wiejską przeprowadzonej jesienią 1954 do momentu ich zniesienia z dniem 1 stycznia 1973, tym samym wypierając organizację gminną w latach 1954–1972.
Gromadę Lisewo  z siedzibą GRN w Lisewie (w obecnym brzmieniu Lisewo Malborskie) utworzono – jako jedną z 8759 gromad na obszarze Polski – w powiecie malborskim w woj. gdańskim na mocy uchwały nr 21/III/54 WRN w Gdańsku z dnia 5 października 1954. W skład jednostki weszły obszary dotychczasowych gromad Lisewo, Dąbrowa i Boręty ze zniesionej gminy Lisewo w tymże powiecie. Dla gromady ustalono 18 członków gromadzkiej rady narodowej.
1 stycznia 1972 gromadę zniesiono, a jej obszar włączono do gromad: Lichnowy (miejscowości Boręty i Dąbrowa oraz tereny z obrębu Lisewo o powierzchni 687,53 ha) i Kończewice (tereny z obrębu Lisewo o powierzchni 440,63 ha) w tymże powiecie.